# 탄음
탄음(彈音, flap, 문화어: 튀김소리)은 혀끝을 치조에 가볍게 한 번만 두들기면서 공기의 흐름을 막는 순간적인 폐쇄를 만들어서 내는 소리. 탄설음(彈舌音)이라고도 한다.

## 국제 음성 기호
- [ɾ] - 치경 탄음
- [ɽ] - 권설 탄음
- [ɺ] - 치경 설측 탄음
- [ⱱ] - 순치 탄음
- [ɢ̆] - 구개수 탄음
- [ɾ̪] - 치 탄음
- [ɺ˞] - 설측 권설 탄음
- [ɟ̆] - 경구개 탄음
- [ʟ̆] - 설측 연구개 탄음
- [ʎ̯] - 설측 경구개 탄음
- [ɾ̞] - 치경 마찰 탄음
- [ʡ̯] - 후두개 탄음
- [ɾ̠] - 후치경 탄음
- [ɾʲ] - 치경구개 탄음

## 한국어
- ㄹ(대부분 첫소리의 ㄹ, 뒤에 첫소리 'ㄹ'이 오지 않는 끝소리 ㄹ, 모음과 모음 또는 모음과 /h/ 사이의 'ㄹ') - 치경 탄음 [ɾ]